# براننا
براننا (به چکی: Branná) یک منطقهٔ مسکونی در جمهوری چک است که در ناحیه شومپرک واقع شده‌است. براننا ۱۴٫۵۶ کیلومتر مربع مساحت و ۳۰۳ نفر جمعیت دارد و ۶۳۳ متر بالاتر از سطح دریا واقع شده‌است.